# هيثر فيشر
هيثر فيشر (بالإنجليزية: Heather Fisher) هي لاعبة اتحاد الرغبي بريطانية، ولدت في 13 يونيو 1984.

## وصلات خارجية
- هيثر فيشر على موقع أوليمبيديا (الإنجليزية)